# Dominique Ducharme (músic)
Dominique Ducharme   (Montreal, 14 de maig de 1840 - Montreal, 28 de desembre de 1899) va ser un pianista, organista i educador musical quebequès.
Va estudiar amb Paul Letondal i Charles Wugk Sabatier al Canadà abans d'estudiar durant 5 anys al Conservatori de París de França amb Anton-François Marmontel i François Bazin. A Europa es va conèixer amb diversos músics notables que van influir en la seva tècnica del piano i la d'orgue, entre ells Franz Liszt i Camille Saint-Saëns. Posteriorment es va fer amistat amb Ignacy Jan Paderewski el 1889; una relació que va afegir l'ensenyament de la metodologia de l'escola vienesa al seu piano. Va ser l'organista a l'"Église du Gesù" a Montréal de 1869-1898. El 1896-1897 va ser el president de l'"Académie de musique du Quebec". Cèlebre professor de piano, entre els seus estudiants figuraven; Édouard Clarke, Achille Fortier, Alfred La Liberté, William Reed, Antonio Pratte, Émiliano Renaud i Joseph Saucier.